# Onuralp Bitim
Onuralp Bitim (Kadıköy, 31 de marzo de 1999) es un baloncestista turco que pertenece al Fenerbahçe, pero que se encuentra cedido en el Bayern de Múnich de la Basketball Bundesliga. Con 1,98 metros de estatura, juega en la posición de alero.

## Trayectoria deportiva

### Turquía

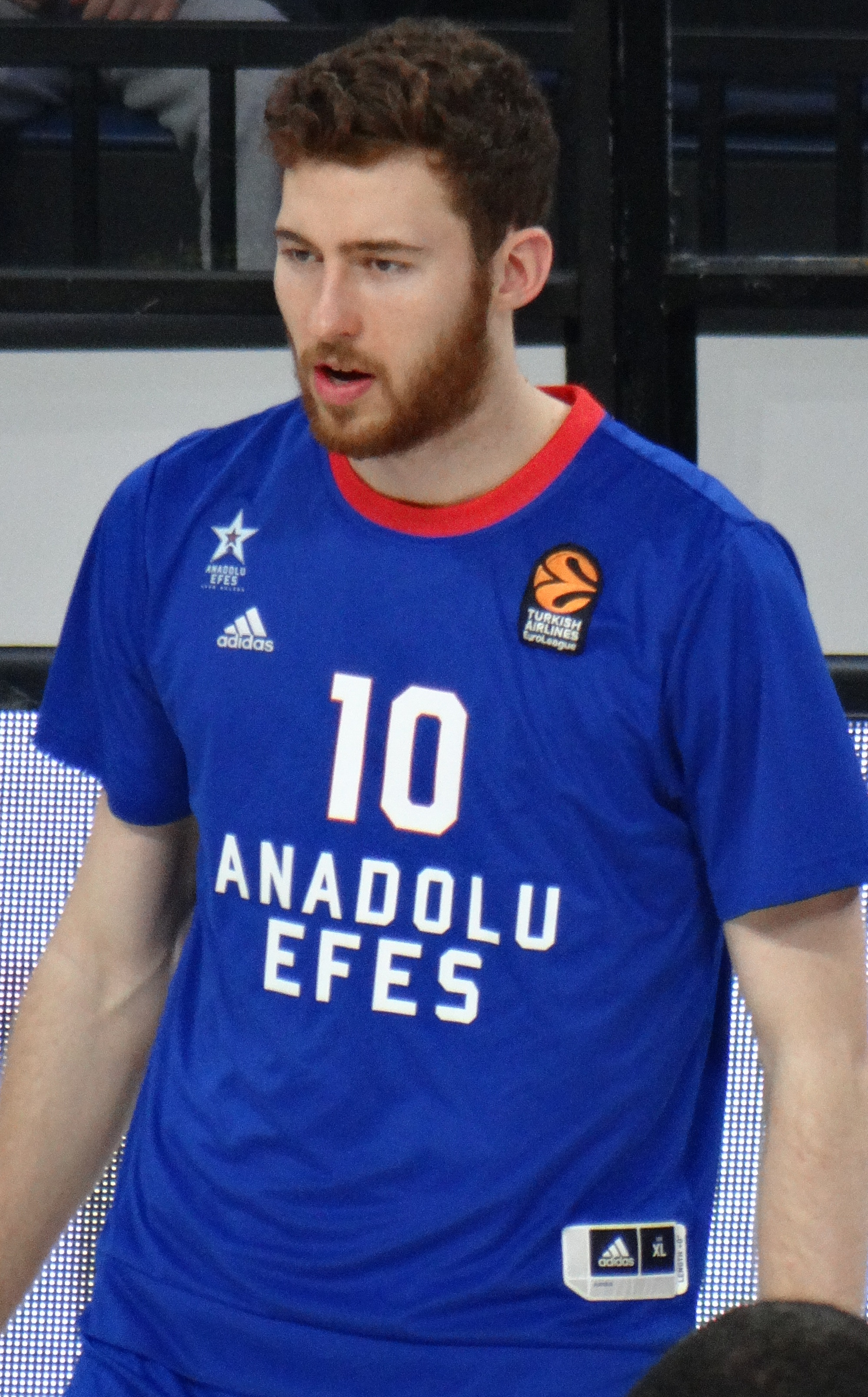
Onuralp Bitim en 2018.

Se formó en las categorías inferiores del Anadolu Efes S.K., club con el que debutó en la máxima competición del país, la BSL, en la temporada 2016-17. Al año siguiente se marchó cedido al Sigortam.Net İTÜ BB, donde contó con más minutos de juego, promediando con 6,9 puntos y 2,0 rebotes por partido.
El 28 de julio de 2019 firmó un contrato de dos años con Pınar Karşıyaka, también de la BSL.
El 7 de junio de 2021 firmó un contrato de dos años con Frutti Extra Bursaspor. Tras realizar una exitosa temporada, en la que promedió 15,3 puntos y 4,5 rebotes por partido, el 9 de mayo de 2022 amplió su contrato con el club por dos temporadas más. En su última temporada en el equipo acabó promediando 17,7 puntos y 3,4 rebotes en la liga, y 18,1 puntos y 3,8 rebotes por partido en la Eurocap, lo que le valió para ser incluido en el segundo mejor quinteto del torneo.

### NBA
El 25 de julio de 2023 firmó un contrato dual con los Chicago Bulls y su filial de la G League, los Windy City Bulls. Debutó en la NBA con el primer equipo, disputando tres minutos ante Denver Nuggets, el 4 de noviembre. El 24 de febrero de 2024 renueva con los Bulls por tres temporadas. El 17 de octubre es despedido por los Bulls.

### Regreso a Europa
El 8 de noviembre de 2024 firmó un contrato con el equipo de Estambul Fenerbahçe Beko hasta el final de la temporada 2027-2028, y posteriormente fue cedido al Bayern de Múnich de la Basketball Bundesliga hasta el final de la temporada 2024-2025.

## Estadísticas de su carrera en la NBA

### Temporada regular
| Año     | Equipo  | PJ | PT | MPP  | %TC  | %3P  | %TL  | RPP | APP | ROB | TPP | PPP |
| ------- | ------- | -- | -- | ---- | ---- | ---- | ---- | --- | --- | --- | --- | --- |
| 2023-24 | Chicago | 23 | 1  | 11.7 | .381 | .273 | .800 | 1.4 | .6  | .1  | .1  | 3.5 |
| Total   | Total   | 23 | 1  | 11.7 | .381 | .273 | .800 | 1.4 | .6  | .1  | .1  | 3.5 |